# دهدق
دهدق (بالفارسية: دهدق) هي قرية تقع في إيران في الناحية المركزية، قسم بيدك الريفي (مقاطعة آبادة). يبلغ عدد سكانها حسب إحصاء عام 2006 ميلادية 746 نسمة في 204 عائلة.